# Gimnasio Cubierto de la UCV
El Gimnasio Cubierto de la UCV (informalmente conocido como "La Cachucha" por su particular forma) es un gimnasio multiuso localizado en el municipio Libertador en el Distrito Capital de Venezuela, al oeste del Distrito Metropolitano de Caracas y al oeste de la propia ciudad de Caracas. Sus espacios son propiedad pública que es administrada por la Universidad Central de Venezuela a través de la dirección de deportes de la UCV.
El espacio se encuentra dentro de la Ciudad Universitaria de Caracas cerca de la Autopista Francisco Fajardo, y del distribuidor y Plaza Venezuela. Dentro de la UCV comparte vecindad con la Escuela de Meterología Hidrometerológica, la Estación Meteorológica de la UCV y la casona de la Antigua Hacienda Ibarra. Como todos los espacios de la UCV es patrimonio mundial de la Humanidad desde el año 2000.
En el espacio se practican deportes que van desde el Baloncesto, pasando por el fútbol sala, voleibol, hasta el Karate, generalmente son equipos que pertenecen a la propia Universidad o de campeonatos en los que participa la misma.
Durante el primer gobierno de Rafael Caldera el gimnasio junto con el Jardín Botánico fueron ocupados y cerrados por disturbios internos en la universidad. Fue remodelado para los Juegos Panamericanos de 1983.